# H2BFM
A membro M da família de histonas H2B é uma proteína que em humanos é codificada pelo gene H2BFM.